# クイチャウ県
クイチャウ県（クイチャウけん、ベトナム語：Huyện Quỳ Châu / 縣葵州? ）は、ベトナム社会主義共和国ゲアン省の県。面積は1058.04 km²、人口は60,400人（2018年）である。

## 行政区画
1市鎮11社を管轄する。